# 硕锯脂鲤
硕锯脂鲤属（Megapiranha），俗称巨型食人鱼，是輻鰭魚綱脂鯉目锯脂鯉科的其中一個属，属下仅有帕兰硕锯脂鲤一种。硕锯脂鲤属生存于中新世晚期南美洲的阿根廷。